# هوانغبو إن
هوانغبو إن (بالهانغل: 황보인 / بالهانجا: 皇甫仁 - ولد في 1378 ومات في 1453) هو أحد وزراء مملكة جوسون وأحد المخلصين للملك دانجونغ. يعود نسبه لعشيرة هوانغبو يونغتشون (영천 - 永川).
بعد وفاة الملك سيجونغ توله ابنه الملك منجونغ العرش ولكنه كان مريضاً ومات بعد سنتين. تولى بعده ابنه ذو الاثنا عشر عاماً الملك دانجونغ ولصغر سنه فقد تولى هوانغ والجنرال كم جونغ سو أمور الدولة. بسبب ازياد سلطتيهما على حساب الأسرة الملكية فقد ازداد العداء بين الأمير سيانغ والأمير أنبيونغ من جهة والذين أرادا الحصول على فرصة للحكم وبين هوانغ والجنرال من جهة أخرى.
أحاط الأمير سيانغ نفسه بأتباع موثوقين بما فيهم هان ميونغ هوي مستشاره المشهور، والذي نصحه بالسيطرة على الحكومة عن طريق انقلاب وهو ما تم في أكتوبر 1453. قام الأمير سيانغ بقتل الوزير هوانغ وأتباعه والسيطرة على السلطة ثم القبض على شقيقه الأمير أنبيونغ ونفيه ثم قتله لاحقاً.

## التصوير الحديث
- مسلسل هان ميونغ هوي من قناة KBS 2TV في سنة 1994 وقام بدوره الممثل إي تشي وو.
- مسلسل الملك والملكة من قناة KBS 2TV في سنة 1998 وقام بدوره الممثل إي شن جاي.
- مسلسل الملكة إنسو من قناة JTBC بين سنة 2011 وسنة 2012 وقام بدوره الممثل شم يانغ هونغ.